# Rgss
L'RGSS (Ruby Game Scripting System) è un insieme di classi e moduli scritti come base per RPG Maker XP. L'RGSS non è un linguaggio a sé stante, ma, come indica la sigla, è solo un'implementazione del Ruby. Un gioco creato con RPG Maker XP si serve di una serie di script di base necessari affinché il gioco funzioni a seconda delle impostazioni del programma (mappe, database, eventi e così via). Nella rete, inoltre, vi sono varie comunità dedicate a RPG Maker XP che spesso forniscono script implementabili nel proprio gioco.
Un gioco fatto con RPG Maker XP funziona unicamente attraverso gli script; se si eliminano tutti gli script, infatti, la finestra di gioco si apre e si richiude rapidamente. L'eseguibile è solo un interprete Ruby che legge gli script e li fa funzionare.
L'interprete Ruby fornito dalla Enterbrain ha delle differenze rispetto all'interprete Ruby originale; in quello di RGP Maker XP, ad esempio, non è possibile importare librerie scritte in C o C++ (nonostante sia possibile usare il comando "require" per importare altri script esterni).
Le classi fornite con l'RGSS sono:
- Bitmap (permette di gestire le immagini)
- Color (permette di gestire i colori, anche nei singoli pixel delle Bitmap)
- Font (permette di gestire i caratteri)
- Plane (simili agli Sprite, permettono di mostrare le Bitmap)
- Rect (contiene informazioni sulla posizione e sulle dimensioni di un rettangolo)
- RGSSError (fa riferimento a un errore interno di una classe o di un modulo RGSS)
- Sprite (permette di mostrare le Bitmap, di spostarle e di ridimensionarle)
- Tilemap (classe necessaria a mostrare le mappe)
- Tone (pressoché uguale a Color)
- Viewport (serve a visualizzare parte di uno Sprite)
- Window (permette di gestire le finestre all'interno del gioco)

I moduli forniti con l'RGSS sono:
- Audio (permette di gestire musiche e suoni)
- Graphics (permette di gestire la visualizzazione)
- Input (permette di gestire l'input attraverso tastiera)

Inoltre bisogna citare il modulo RGSS: questo contiene classi (come RGSS::AudioFile o RGSS::Map) con le quali si possono gestire i dati del gioco (mappe, eventi, battaglie e così via).